# Tipi
Pour l’article ayant un titre homophone, voir Tippi.
Pour la revue, voir Tipi (périodique).

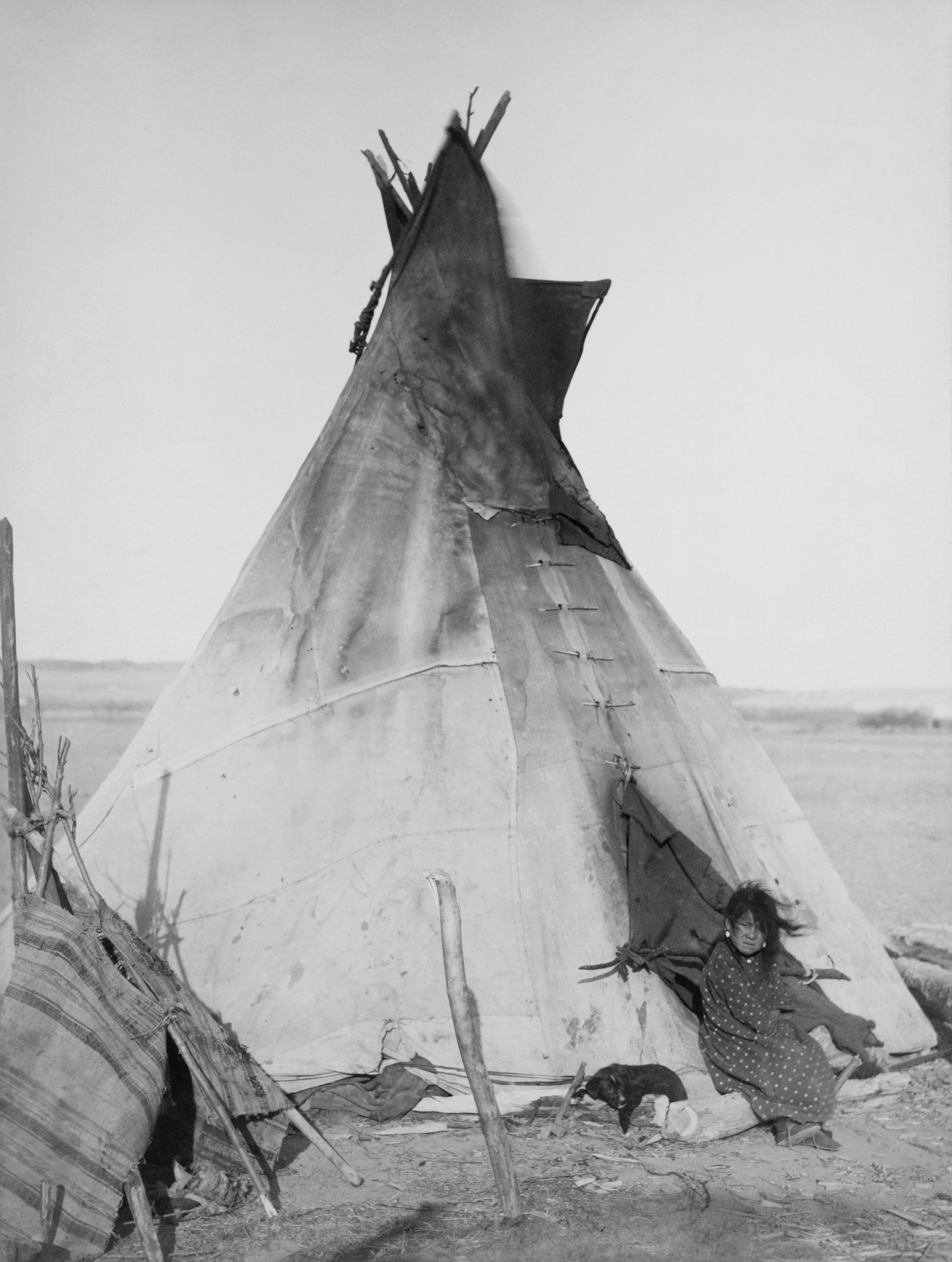
Un tipi oglala en 1891.

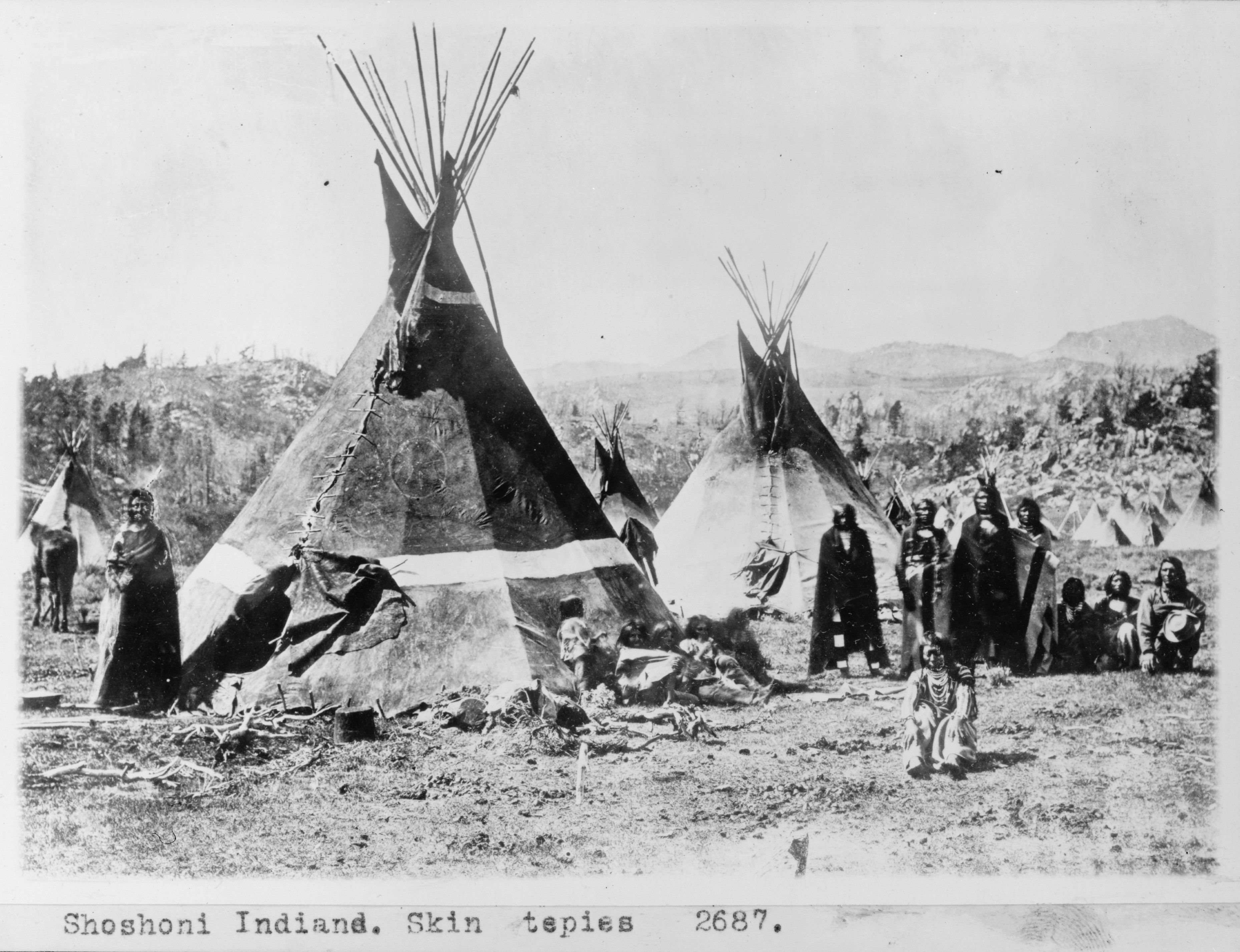
Tipis shoshones.

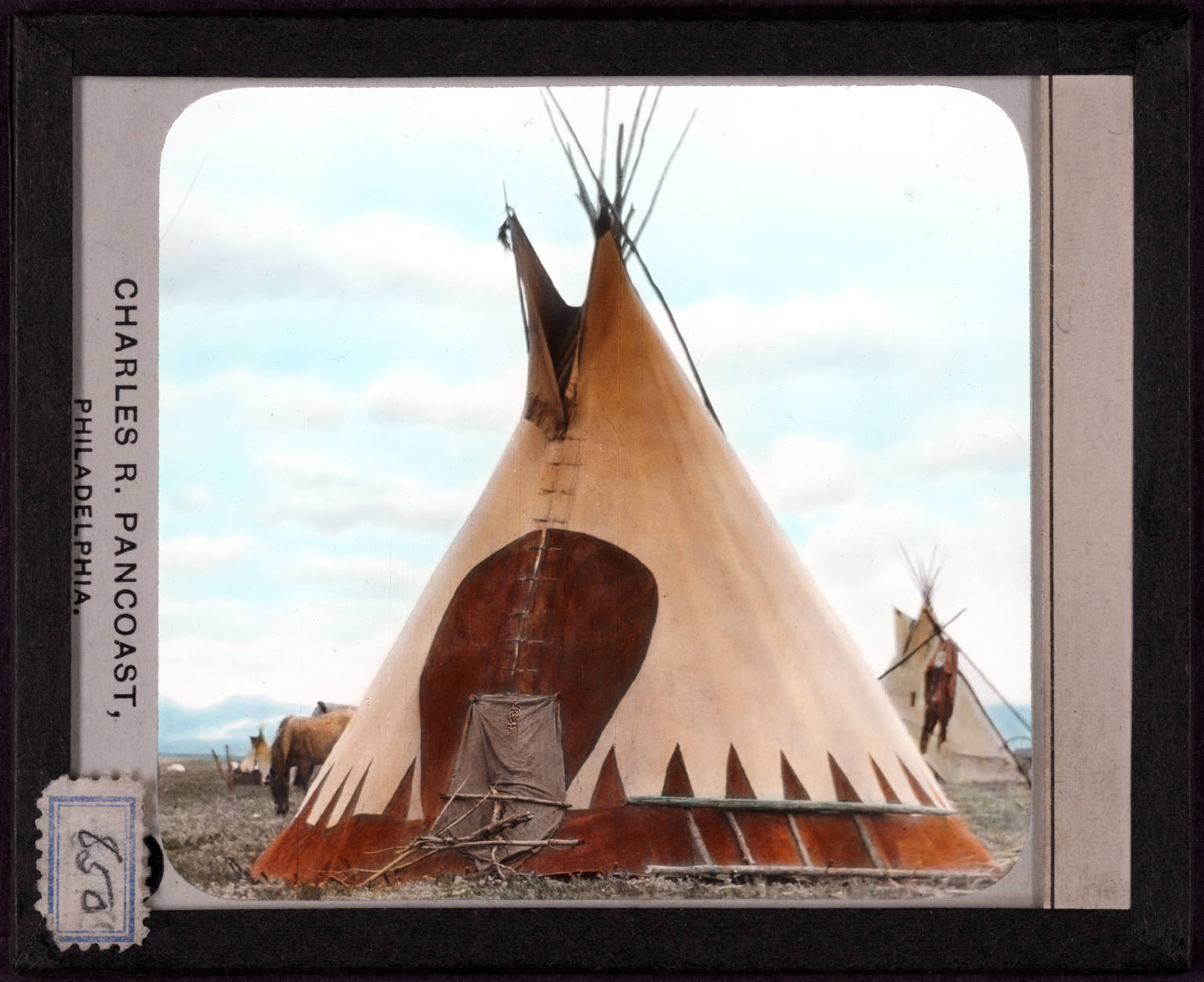
Un tipi siksika de la première moitié du XXe siècle.

Le tipi (de l'anglais : tepee, lui-même issu du dakota : thípi, qui signifie « habitation ») est un habitat traditionnel des Nord-Amérindiens. C'est une tente de forme conique traditionnellement utilisée par certaines tribus nord-amérindiennes des Grandes Plaines. Des habitats similaires en Asie, notamment chez les Evenks au nord-est de la Chine et à l'est de la Sibérie, y sont appelés tchoums.

## Terminologie
Le mot « tipi » vient de l'anglais : tepee, qui provient lui-même du dakota thípi, qui signifie « habitation » et se compose de ti, qui signifie « habiter », et du suffixe pi, qui indique la troisième personne du pluriel ou signifie « employé pour »,. En lakota, une des langues dakota, on utilisait avant tipi le mot tipestola signifiant « [il ou elle] vit dans une hutte pointue ».
Dans les autres langues nord-amérindiennes, on l'appelle différemment : ashé (maison) ou ashtáale (vraie maison) chez les Crows, niitoy-yiss chez les Niitsitapii, « do-heen » chez les Kiowas.

## Conception
Un tipi est composé de longues perches de bois appuyées les unes sur les autres puis recouvertes de peaux d'animaux.
Utilisé par les Peuples autochtones des Plaines, le tipi est un abri très ingénieux. Il offre un gîte spacieux et propre, qui protège du froid par une isolation adaptée et de la chaleur grâce à un système de ventilation. Il suffit d'environ dix à douze peaux de bisons pour faire un tipi de taille moyenne, soit un cercle de 5,50 mètres à 6,10 mètres de diamètre pour 20 à 25 perches, s'appuyant sur trois à quatre perches de base. Le nombre de perches utilisées change selon les tribus. Les tipis, avant l'arrivée des Européens et des chevaux, étaient de taille beaucoup plus réduite, le seul animal de bât étant alors le chien. C'est d'ailleurs l'arrivée des chevaux qui a permis à certaines tribus d'intensifier considérablement leur pratique du nomadisme.
Certains tipis conçus pour abriter les conseils et réunions tribales peuvent être faits de cinquante peaux. 
Chaque année, les tipis doivent être réparés, voire entièrement reconstitués car la peau s'amincit avec le temps. C'est la femme qui est traditionnellement la propriétaire du tipi. Sa décoration varie suivant la tribu ainsi que suivant l'histoire que l'on veut raconter. Le tipi peut être aussi orné de trophées de chasse et de scalps. 
On entre dans un tipi par une porte en peau décorée. On dort sur une couchette en peau de bison ou d'ours, étendue sur un sommier de joncs tressés. Le foyer situé au centre est entouré de pierres et chauffe un récipient posé sur un trépied en bois. Le mobilier se compose de sacs en peau, de coffres à viande et de poteries.

## Construction

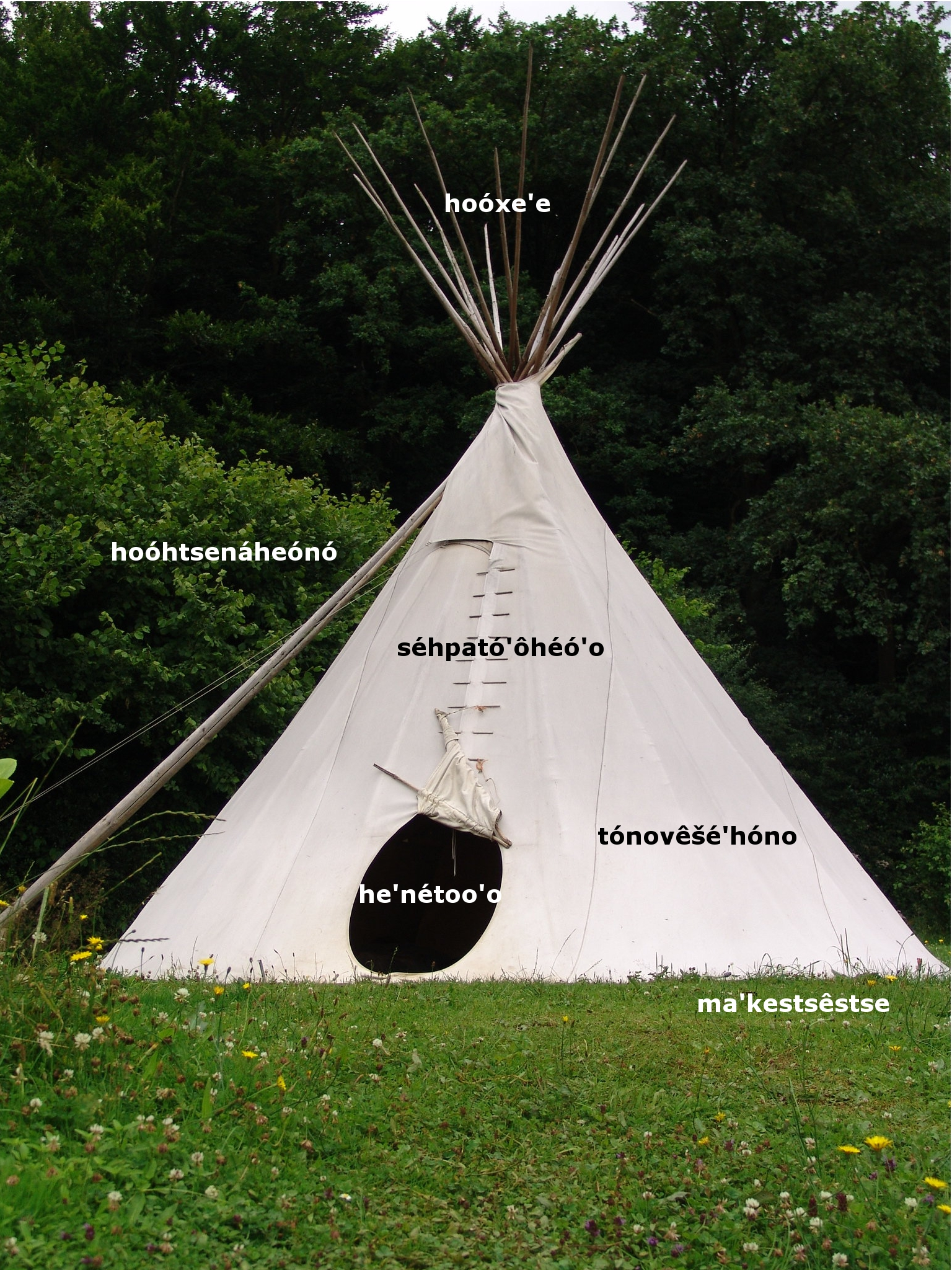
Noms des différentes parties d'un tipi, en cheyenne.

La construction d'un tipi commence en liant ensemble trois perches qui ont pour base le rayon des peaux qui servent de toit, formant ainsi un brêlage tripode. Une extrémité de ce brêlage est laissée pendante jusqu'à la base des perches. Ce tripode est redressé avec ses extrémités non serrées pour former un triangle équilatéral sur le sol. Une douzaine de perches sont alors disposées entre les trois perches de base. Leurs extrémités supérieures s'appuient sur le brêlage des trois premières, tandis que leurs extrémités inférieures sont disposées uniformément pour former un cercle sur le sol en incluant les trois perches d'origine. La corde du brêlage est alors passée trois fois autour de la structure et tendue fermement. Ceci a pour effet de solidariser les nouvelles perches au tripode au niveau de la couronne du tipi. La toile de peau qui sert de toit est alors fixée sur une perche qui est redressée à son tour pour s'appuyer là où les autres perches se rejoignent. La peau est alors déroulée sur la structure des perches. Les bandes de peaux sont suturées par des laçages de bois qui sont constitués de bâtonnets fins d'une trentaine de centimètres chanfreinés à l'une ou aux deux extrémités. Parfois une porte est fixée à l'un des laçages de bois. Dans les vieux tipis de peau ou de tissu primitif, la porte se trouve là où les deux extrémités de la toile de toit se rejoignent. Une pièce de laine, de peau ou de tissu est placée sur l'ouverture pour protéger l'entrée.
La partie inférieure de la peau du toit est piquetée dans le sol. Traditionnellement les piquets sont placés dans des fentes au bas de la toile, mais avec l'usage des tissus, des boucles sont cousues au bas de celle-ci, ou bien, en cas d'urgence des cailloux lisses sont placés dans la toile et une cordelette est tendue entre la protubérance ainsi formée et le piquet de bois planté dans le sol. Un espace peut être aménagé au niveau du sol pour l'aération pendant la saison chaude tandis que la partie basse est hermétiquement fermée pendant les saisons plus fraîches, pour cela les perches qui ne font pas partie du tripode peuvent être déplacés vers l'intérieur ou l'extérieur pour tendre la toile afin de créer ou fermer cet espace. À l'intérieur du tipi, une corde, sur laquelle une draperie peut être suspendue jusqu'à la base de l'armature, est frappée entre les perches au-dessus des têtes. Cette draperie joue le rôle d'isolant thermique, de coupe vent et de protection contre les miasmes ; c'est le long d'elle que sont placés la literie et les effets personnels. Une bâche intérieure suspendue au sommet de cette draperie empêche la pluie de tomber sur la literie.

## Utilisation

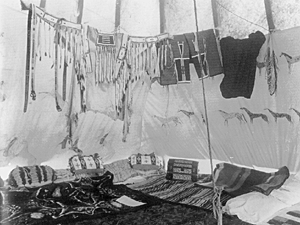
Intérieur d'un tipi crow, en 1907.

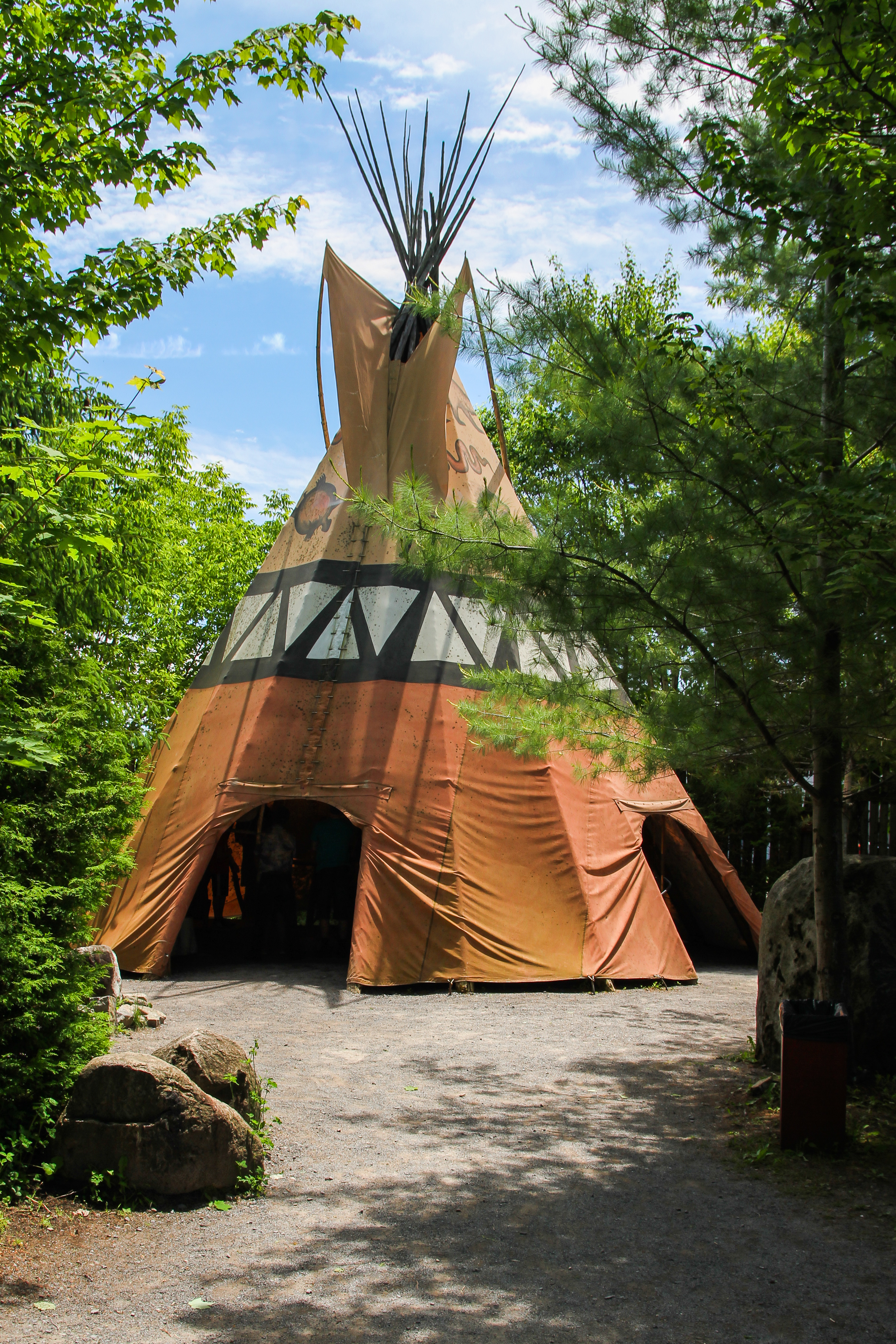
Tipi huron géant, à Onhoüa Chetek8e.

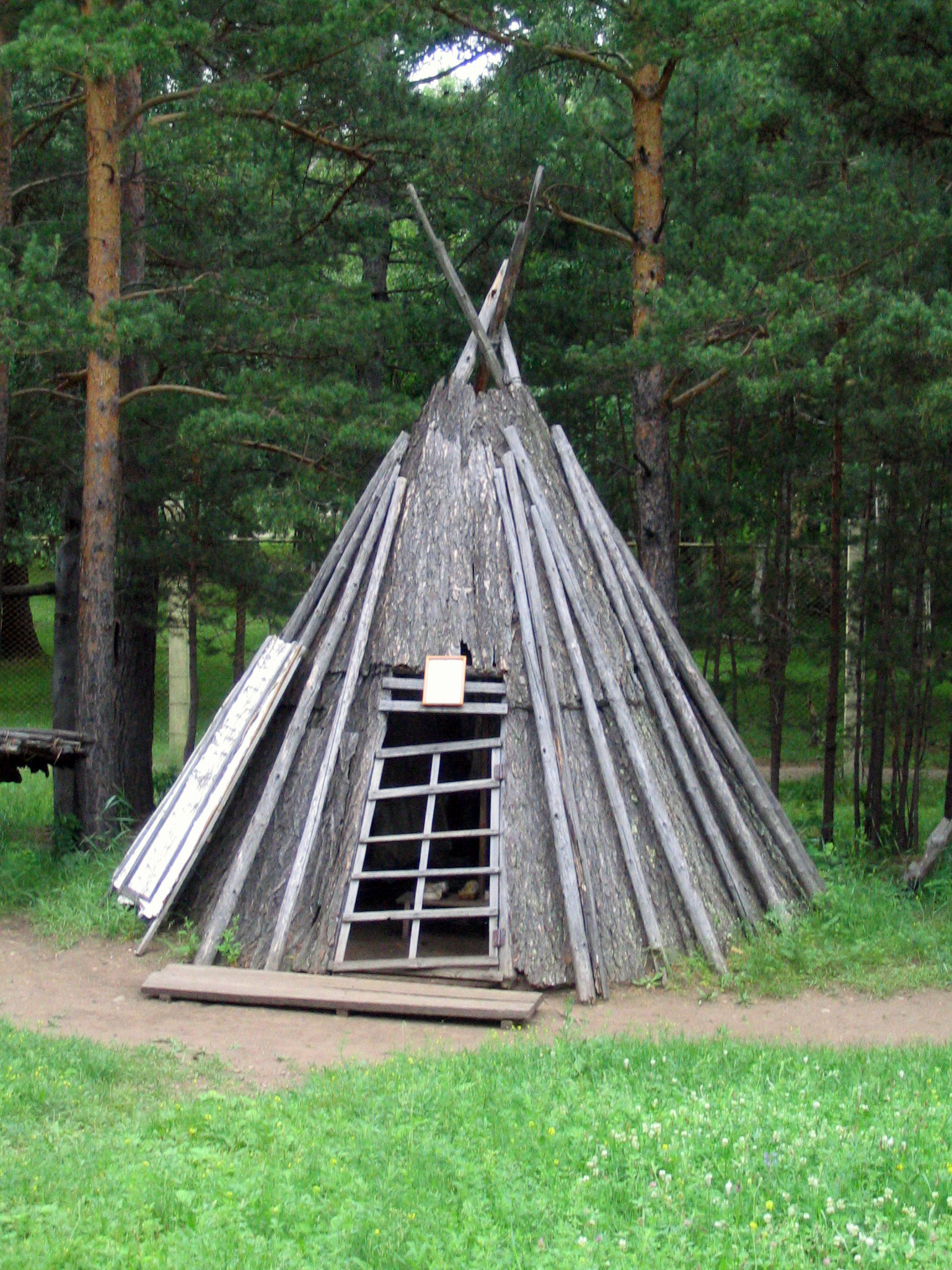
Tipi Evenk.

Au centre du tipi, un petit feu sur le sol sert à chauffer et à faire la cuisine. La fumée sort par le sommet du tipi et est canalisée par deux déflecteurs orientables, qui se positionnent selon le sens du vent pour prévenir les refoulements. Un courant d'air circulant entre la draperie et la toile augmente l'aspiration (ou l'effet cheminée). Cet espace ajoute à l'isolation thermique quand il est garni d'herbe tout en favorisant l'évacuation de l'air vicié vers le haut pendant qu'arrive de l'air frais.
Par temps froid, quand le tipi est hermétiquement fermé, le feu est alimenté en air frais par un tuyau enterré.
Une structure qui a un trou au sommet n'est pas le meilleur abri en cas de pluie abondante, mais il existe des stratégies pour réduire le problème. Un toit de peau ou de tissu peut protéger contre les pluies fines et réduire les courants d'air. Ce toit intérieur quand il est utilisé couvre seulement la moitié arrière du tipi et penche légèrement collectant l'eau vers l'extérieur et évacuant la fumée du feu vers le haut. De petits bâtons entre la corde qui soutient la draperie et les perches crée un espace pour l'évacuation vers le sol de l'eau de pluie le long de perches, sans goutter sur la corde et à partir de celle-ci. Les habitants des tipis contemporains fixent un seau sous la couronne ou installent une barrière de caoutchouc sur les perches ainsi qu'un collecteur de pluie en tissu qui conduit l'eau de la couronne vers l'extérieur. Une casquette de peau ou de tissu peut, être placée sur le sommet du tipi, mais cela peut créer des problèmes en cas de vents forts. Historiquement un tel type de couverture n'était pas utilisé.
En cas de vents forts la corde du brêlage est piquetée au sol derrière le feu. Cela évite aux perches de se « promener », en se soulevant sous la force du vent sur la toile et en retombant un peu plus loin. En cas de vents extrêmes, la base des perches peut elle-même être piquetée au sol. Un tipi qui est piqueté et dont la corde de brêlage est tendue est un cône qui résiste remarquablement au vent.
Le tipi possède aussi une symbolique spirituelle. Ainsi la porte est toujours orientée vers l'Est, direction qui représente chez les Lakotas, la première des directions sacrées, l'apprentissage, la connexion au Grand mystère, et le commencement de toute chose. Le tipi est érigé en fonction des étoiles, ce qui correspond sur Terre au milieu d'une constellation, ou d'un groupe triangulaire de trois étoiles, représente la connexion Terre-Ciel et forme avec les groupes d'étoiles, une forme de sablier. Il permet ainsi, l'élévation spirituelle, l'envolée des prières vers le domaine céleste, la connexion avec les ancêtres, et la protection du foyer. Selon Black Elk « .../... [les] tentes étaient circulaires comme les nids des oiseaux et elles étaient  toujours disposées en cercle, le cercle de la nation, un nid fait de beaucoup de nids où le Grand-Esprit voulait que nous couvions nos enfants ».
Le tipi appartient (traditionnellement chez les Lakotas) à la femme et seulement à la femme. Si un homme trouve un jour ses affaires en dehors du tipi, cela signifie un divorce.

## Utilisation de nos jours

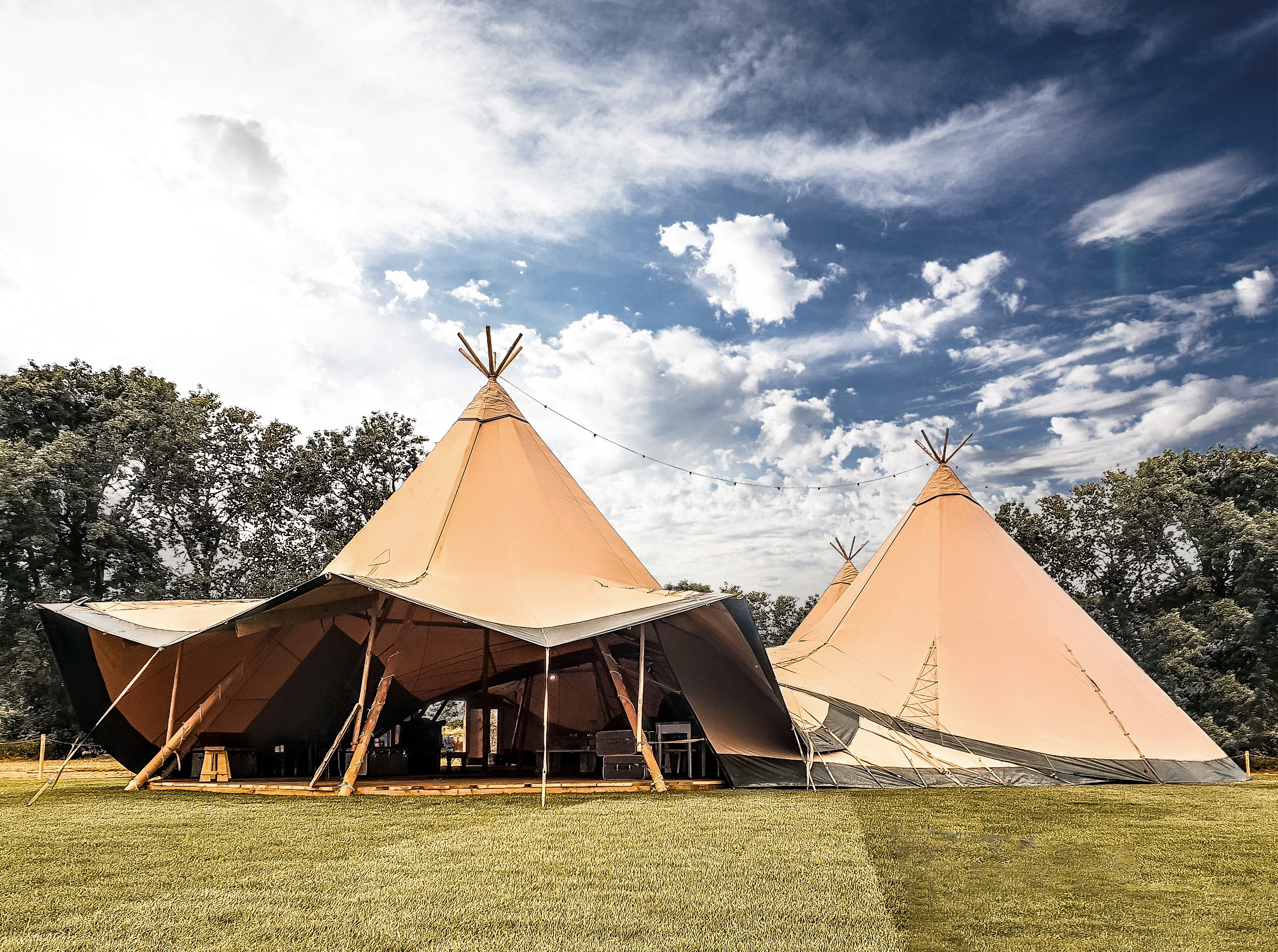
Tipi géant moderne, à Sorgues.

De nos jours, des agences touristiques proposent des hébergements dans des tipis qui n'ont rien d'authentique ; celles-ci utilisent alors les termes de « logements insolites » ou de « glamping ».
Il existe également des Tipis dédiés à l'événementiel, aussi appelé Kata Tipis, ces structures aucunement historiques ont la faculté de se joindre ensemble avec un système de jupe relevable afin de créer de plus grands espaces.